# Либсдорф
Либсдо́рф (фр. Liebsdorf) — коммуна на северо-востоке Франции в регионе Гранд-Эст (бывший Эльзас — Шампань — Арденны — Лотарингия), департамент Верхний Рейн, округ Альткирш, кантон Альткирш. До марта 2015 года коммуна административно входила в состав упразднённого кантона Феррет (округ Альткирш).
Площадь коммуны — 4,22 км², население — 325 человек (2006) с тенденцией к росту: 342 человека (2012), плотность населения — 81,0 чел/км².

## Население
Численность населения коммуны в 2011 году составляла 336 человек, а в 2012 году — 342 человека.
| 1962 | 1968 | 1975 | 1982 | 1990 | 1999 | 2006 | 2011 | 2012 |
| ---- | ---- | ---- | ---- | ---- | ---- | ---- | ---- | ---- |
| 241  | 242  | 215  | 227  | 257  | 289  | 325  | 336  | 342  |

Динамика населения:

## Экономика
В 2010 году из 224 человек трудоспособного возраста (от 15 до 64 лет) 171 были экономически активными, 53 — неактивными (показатель активности 76,3 %, в 1999 году — 72,5 %). Из 171 активных трудоспособных жителей работали 157 человек (91 мужчина и 66 женщин), 14 числились безработными (5 мужчин и 9 женщин). Среди 53 трудоспособных неактивных граждан 21 были учениками либо студентами, 14 — пенсионерами, а ещё 18 — были неактивны в силу других причин.
На протяжении 2011 года в коммуне числилось 129 облагаемых налогом домохозяйств, в которых проживало 330 человек. При этом медиана доходов составила 24370,5 евро на одного налогоплательщика.

## Достопримечательности (фотогалерея)

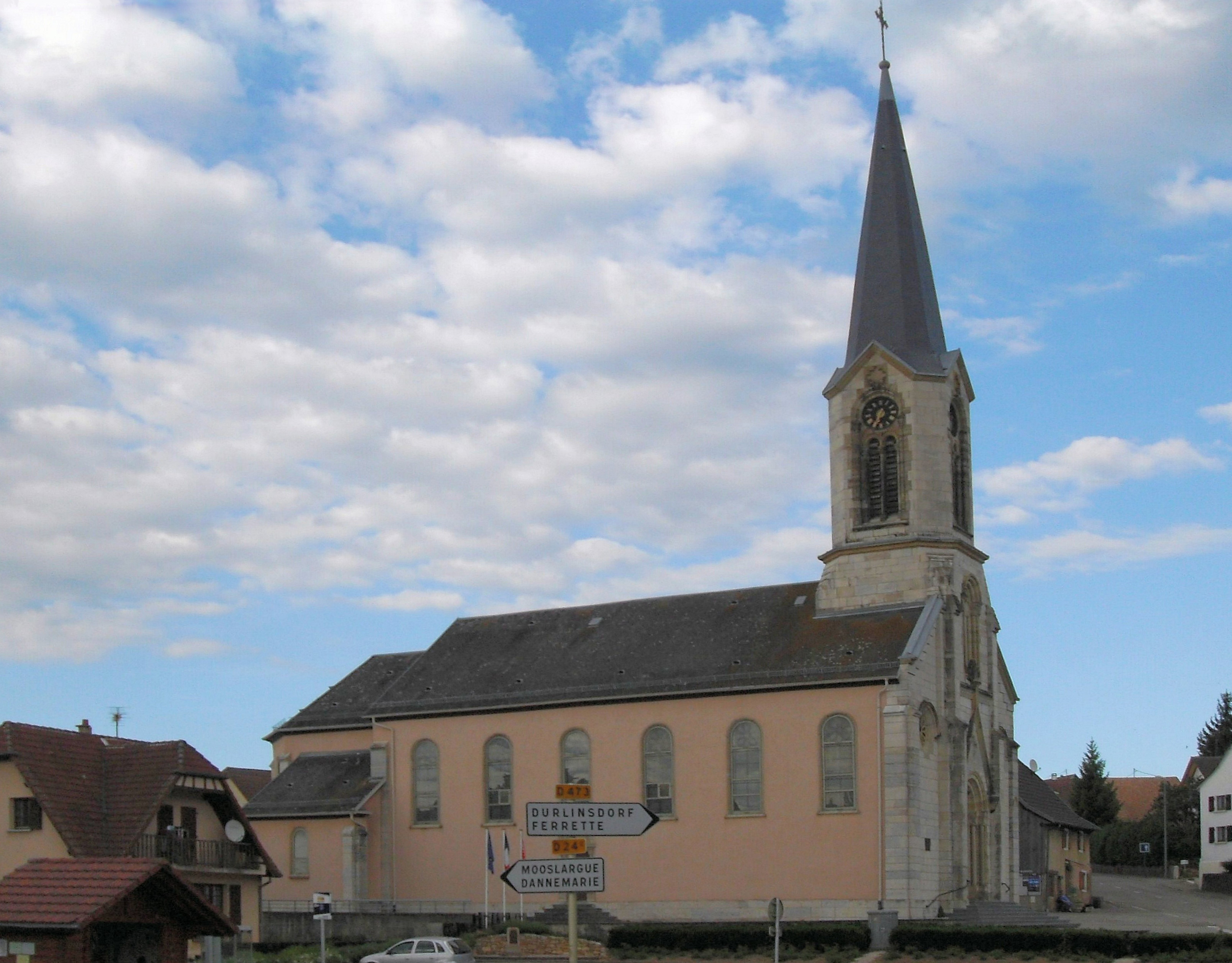
Церковь Сент-Жан